# 中国—朝鲜关系
中朝關係（朝鲜语：／ Chochunggwan'gye/Jojung Kwan-gye */?，韩语：／ Bukjunggwan-gye/Pukchunggwan'gye */?）是指中華人民共和國和朝鮮民主主義人民共和國（北韓）之間的外交關係。
中華人民共和國外交部形容中朝「保持传统友好合作关系」。中國曾在韓戰中大力支持朝鮮，並於1961年簽署《中朝友好合作互助条约》，与朝鲜建立互助同盟关系。自1990年代起，中國開始關注朝鮮的核計劃，反對朝鮮進行核試驗，並贊成聯合國推行多項制裁朝鮮的決議。自2018年起，中華人民共和國領導人、中共中央總書記習近平和朝鮮最高領導人金正恩已經舉行了5次會談，中朝雙方也恢復了頻繁的高層互訪，兩國關係出現緩和的跡象。
中國是朝鮮最大的貿易夥伴。自2000年代末期以來，朝鮮在經濟、貿易方面越來越依賴中國。

## 歷史

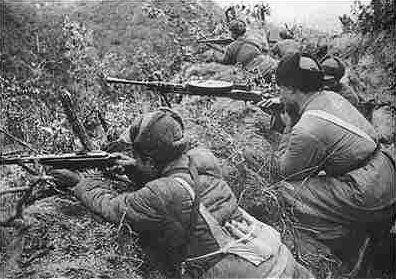
中國組織中國人民志願軍赴朝參與韓戰，抗美援朝。圖為在上甘嶺戰役中作戰的志願軍士兵。

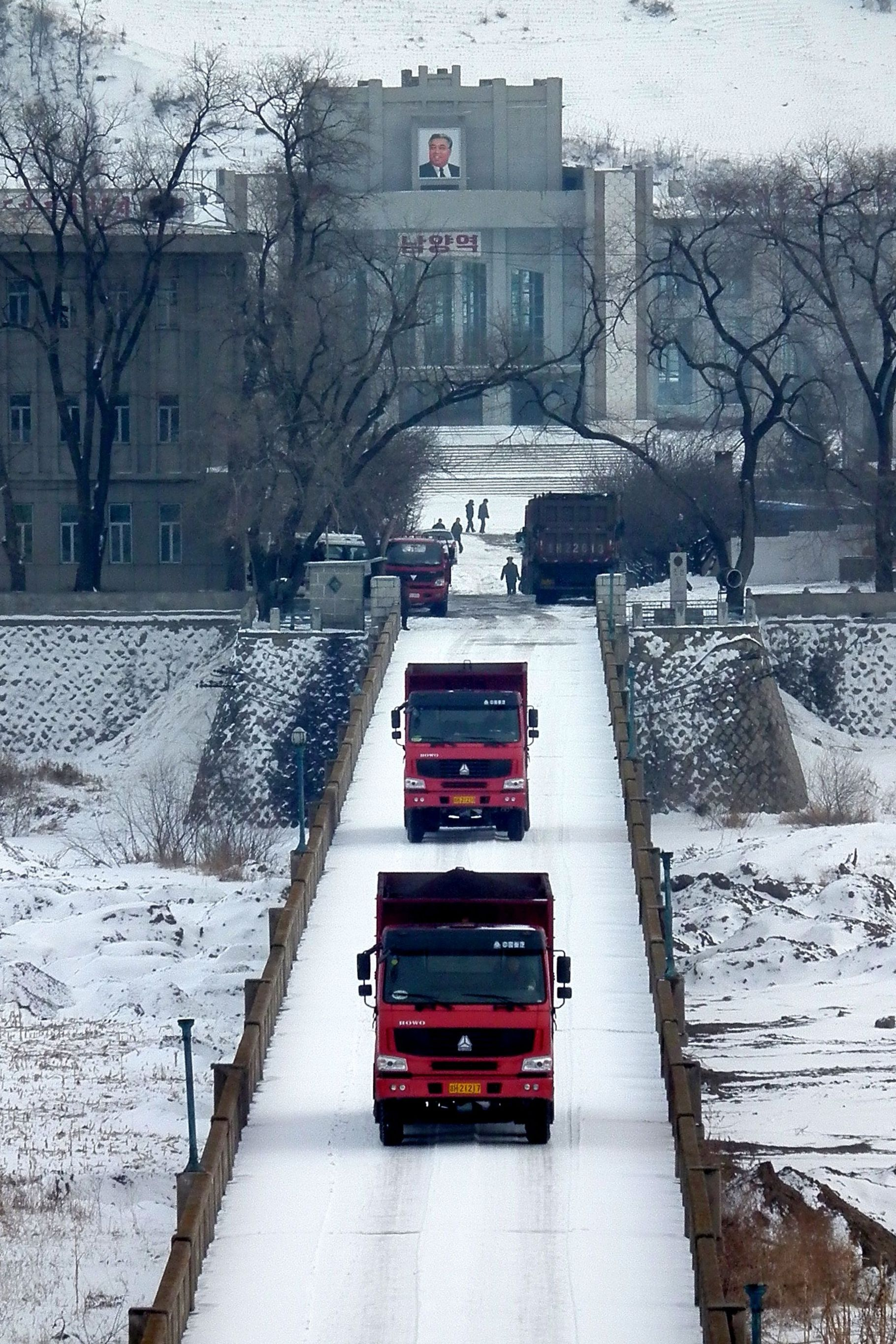
吉林省图们市與朝鲜的國境（攝於2012年）

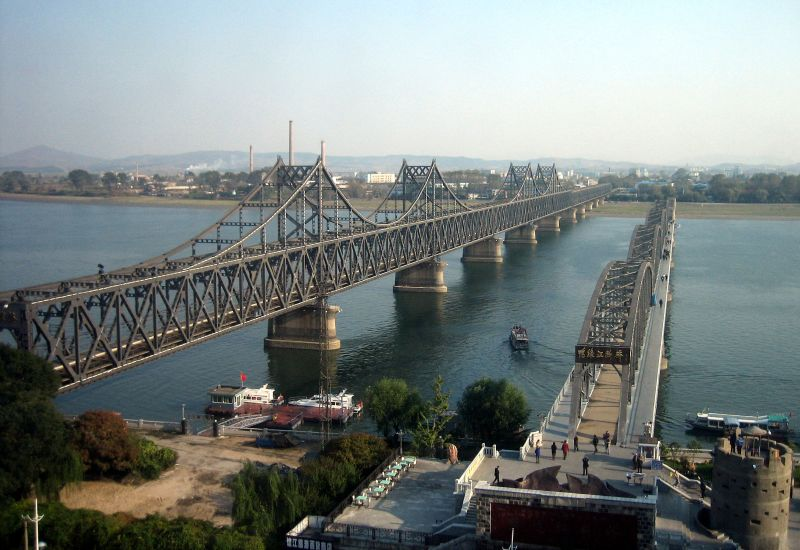
鴨綠江上的中朝友誼橋，連接新義州與遼寧省丹東市

### 冷戰時代
前中華人民共和國外交部部長錢其琛（1988年－1998年在任）在其著作《外交十記》中表示，中國和朝鮮的傳統友誼是在金日成等朝鮮人於1930至1940年代期間在中國東北地區參加抗日戰爭的時候形成的。其後朝鮮民主主義人民共和國和中華人民共和國分別在1948年9月9日和1949年10月1日成立。1949年10月6日，中華人民共和國與朝鮮建交，朝鮮是首批與中國建交的國家之一。1950年，金日成发动朝鮮戰爭时，并未知会毛泽东，其後以美國為首的聯合國軍介入這場戰爭，使戰火蔓延至鄰近中朝邊境的中國東北地區，於是中國便應朝鮮要求組成中國人民志願軍赴朝參戰。香港公共政策評論員盧子健認為，中國和朝鮮就是在這場戰爭中建立起親密關係。美國有評論指出，朝鮮政府在朝鮮戰爭之後，採取「中間偏華」的外交路線，朝鮮在中國和蘇聯之間保持中立，但偏向北京。
中國大陸學者沈志華卻指出，朝鮮戰爭後朝鮮的外交政策是親蘇疏中。朝鲜战争结束后，中国政府既向朝鮮無償贈送朝鮮戰爭期間中國用來援助朝鮮的物資和金錢，又在1954至1957年這四年期間向朝鮮無償贈送8萬億元人民幣，以協助朝鮮復其國民經濟；1953年11月，金日成率領朝鮮黨政代表團訪華，並签订了经济文化合作协定。然而，朝鮮仍然漠視中國，駐紮在北韓的志願軍士兵待遇仍然很差，其戰功被北韓否定，這使中國不滿。1952年至1955年期間，中國沒有派駐大使到平壤。
1956年，中华人民共和国国务院副总理彭德怀和蘇聯部長會議第一副主席阿纳斯塔斯·伊万诺维奇·米高扬介入八月宗派事件，迫使金日成承諾不會大舉肅清，卻使金日成認為該事件的緣起可歸咎於中蘇兩國的教唆，而與中國交惡，當時朝鮮外務省既挑撥中蘇關係，又不理會中國提出改善改革派成員家屬待遇等請求。及至1957年，中國和蘇聯的分歧日深，中國拉攏北韓，邀請北韓官員來華；翌年10月，中國響應朝鮮的主張，把全部中国人民志愿军士兵撤离朝鲜，总数达40万人。至此中朝關係方得以緩和。
1950年代末，朝鮮意識到中國和蘇聯正在交惡，當時朝鮮表面上維持中立，實際上卻在當時的中印边界纠纷中支持中國。中國和蘇聯的矛盾在1960年代公開化後，中朝兩國在1961年簽訂了《中朝友好合作互助條約》，雙方同意如果其中一個締約國受到其他國家的進攻，處於戰爭狀態時，另外一個締約國將會為對方提供援助。1962年，两国签署《中朝边界条约》。中朝兩國政府領導人一直保持著緊密的聯繫，金日成生前曾多次訪問中國，而前中國國務院總理周恩來、前中央军委主席鄧小平等中國領導人亦曾多次出訪朝鮮。
1960年代后期，毛泽东发动文化大革命。1966年，金日成与苏共中央总书记勃列日涅夫在符拉迪沃斯托克的谈话中提到中国的文化大革命“愚蠢”。在1967年，北京出現了一份大字報，指責金日成是修正主義者和赫魯曉夫的門徒，此外，紅衞兵又聲稱朝鮮境內有反動勢力，局勢動盪，這兩件事都惹怒了由金日成領導的朝鮮政府。與此同時，朝鮮為了增強國力，和與之敵對的大韓民國（南韓）較量，便接受蘇聯的拉攏，對抗中國。直至1970年4月周恩來訪問朝鮮後，中朝關係才恢复正常。
1975年4月越南共產黨在越南戰爭中取勝之際，金日成前往北京訪問，请求中国支援朝鲜武力统一朝鮮半島。中國一直支持以金日成提出的「自主和平統一朝鮮」方針解決朝鮮半島統一問題，但未同意其請求，這可能是因為中國既不願意捲入朝韓之間的衝突，也不願意危害對美關係。相反，中國建議朝韓保持對話，到1979年金日成再次訪華時，鄧小平還建議朝鮮與美國、日本進行商業接觸和人文交流，以推動南北談判。1983年，朝鮮勞動黨中央政治局常委金正日首次访华。

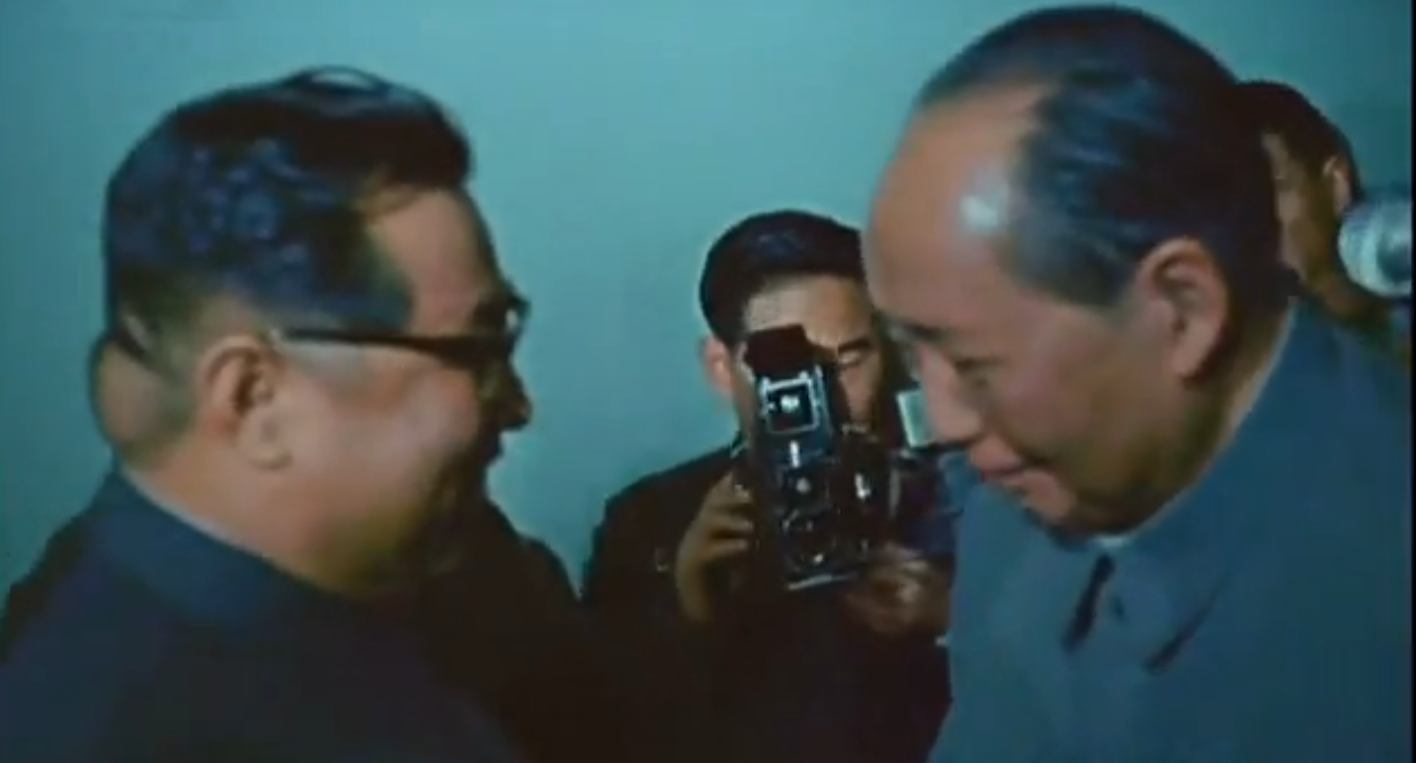
1970年，金日成出訪中國，與毛澤東交談

1970年代，朝鮮和韓國開始接觸。而中國也在1978年確立改革開放政策，需要擴大國際交流空間。中國因此而把鬆動與韓國的關係這一件事提上議事日程。當時中國政府為了取得朝鮮政府的理解，表示中國會注意與韓國接觸的情況，並向朝鮮匯報。

### 冷戰後至核武問題前
1992年8月24日，錢其琛和大韩民国外务部长官李相玉在北京钓鱼台国宾馆分别代表中韓兩國的政府签署《中华人民共和国与大韩民国关于建立外交关系的联合公报》，中韩两国正式建立起了大使级外交关系。中韓建交前，中國曾派外交部長錢其琛到平壤向金日成轉達中共中央總書記江澤民的口信，表示中國將與韓國建交，金日成當時對來訪的錢其琛說，中國既然要和韓國建交，就照著辦；同時朝鮮會繼續堅持實行社會主義。1993年時任中共中央政治局常委、中央書記處書記胡錦濤訪問朝鮮後，朝鮮沒有再派官員訪問中國。1999年朝鮮最高人民會議常任委員會委員長金永南訪華之後，中朝兩國才恢復互訪。
1997年朝鲜主体思想建立者之一、朝鲜劳动党中央书记局书记黄长烨在中国叛逃至韩国大使馆，引起一場外交風波，後來，中國顧及中朝關係，拒絕他直接前往南韓，而需取道菲律賓；朝鮮也默許其出逃，事件方告一段落。
2000年，朝鲜在香港特别行政区新开设总领事馆。
自2003年8月起，中國成為旨於和平解決朝鮮核問題的六方會談成員國之一，至2009年朝鮮宣布退出六方會談前，六方會談已經舉行到第6輪會談。
2006年，朝鮮不理會中國的勸告，执意進行了一連串的彈道導彈試射。之后中國政府便公開指責朝鮮，並一反過去不支持聯合國通過決議案制裁朝鮮的立場，支持旨在制裁朝鮮的《聯合國安理會1718號決議》。

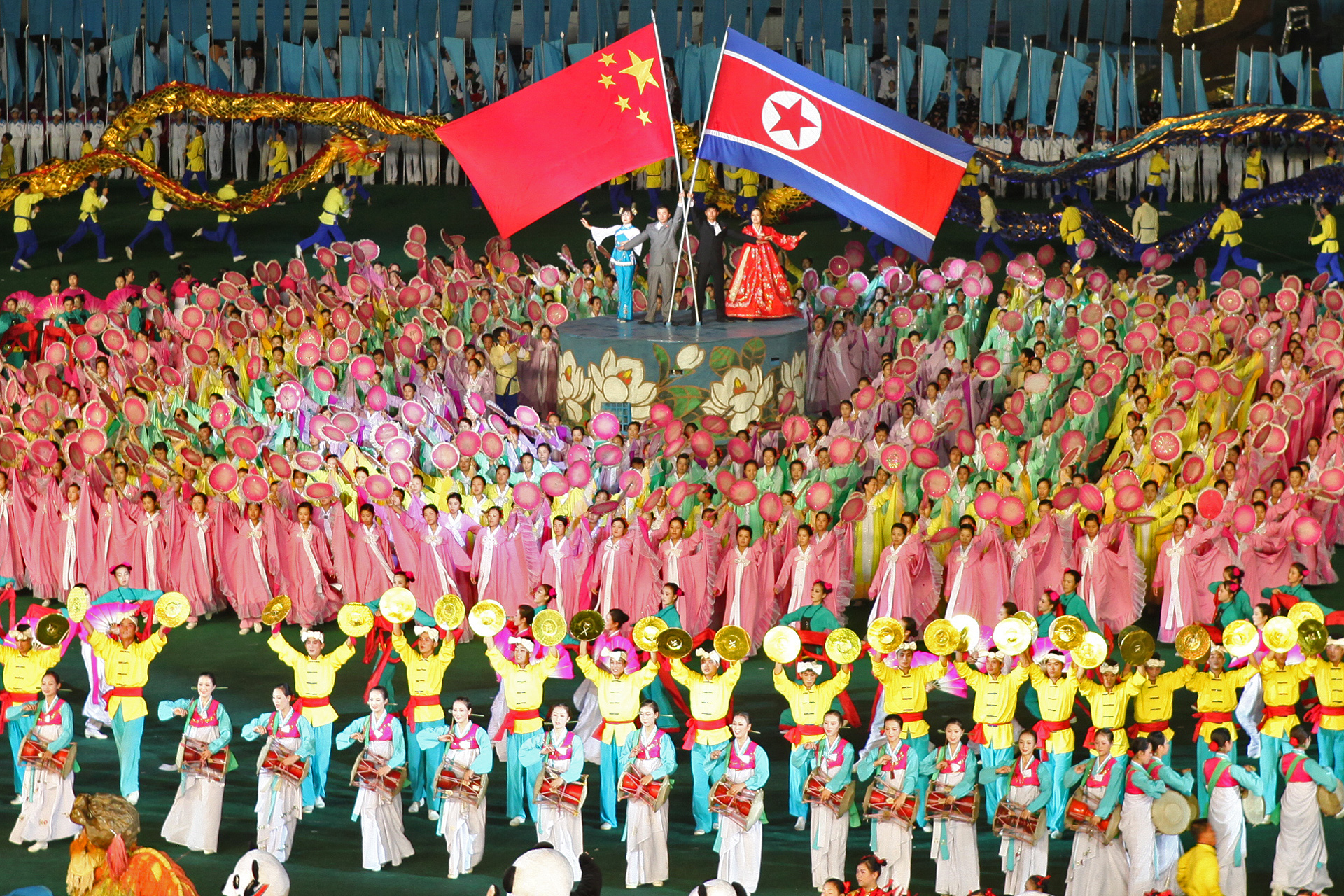
阿里郎表演中的中朝友誼節目

2009年是中國和朝鮮建交60週年，是年元旦，中共中央總書記、中國國家主席胡錦濤和朝鮮勞動黨總書記、朝鮮國防委員會委員長金正日互致賀電，並宣佈當年為「中朝友好年」，藉舉辦各種活動，以增進中朝兩國人民之間的友誼，並促進兩國人民之間的交流、合作。當年，中國和朝鮮合辦了40多項紀念、交流活動，活動涉及政治、經濟、文化等範疇；朝鮮的官方報章《勞動新聞》在當年12月19日評論道，這次「中朝友好年」活動有助於增進中朝兩國人民之間的友誼。2009年10月，中共中央政治局常委、国务院总理温家宝对朝鲜进行访问，成为十八年以来首位访问朝鲜的国务院总理。
2010年11月28日英國《衛報》發表了维基解密流出的文件，文件提及到时任中国外交部副部长何亚非曾对美国官员提到朝鮮就像一個“被寵壞的孩子”，而其核計劃則被稱為“一個對全世界安全的威脅”。衛報又稱有兩個匿名的中國官員向美國透露，北京政府開始支持韓國統一朝鮮半島，但以上消息皆未有任何證據公開證明。
2011年12月19日，中共中央對已故朝鮮勞動黨總書記、朝鮮國防委員會委員長、朝鮮人民軍最高司令官金正日發出唁電，唁電中讚揚金正日是「中國人民的親切朋友」，指他繼承和發展了中朝兩國之間的傳統友誼，推動中朝「睦鄰友好合作關係」向前發展；中國黨、國家及人民得悉金正日離世，對此感到非常悲痛，並會永遠懷念他。隨後中共中央總書記胡錦濤等人到朝鮮駐華大使館弔唁金正日，而中國駐朝鮮大使劉洪才則參與了在12月29日舉行的金正日追悼大會。
2011年12月金正日逝世後，其子金正恩繼任朝鮮最高領導人。2012年1月11日，據韓國「朝鮮研究所」刊行的《今日朝鮮信息》報導，朝鮮當局禁止居民使用包括人民幣在內的各種外幣，要求他們把所有外幣兌換成朝鮮圓，並再次啟動了2009年朝鮮實行貨幣改革時曾一度執行的禁止外匯交易政策，反映金正恩不想朝鮮過分依賴中國，並有意切斷當地居民與脫北者的聯繫，因為脫北者的家屬是朝鮮境內人民幣的來源。
朝鮮曾於2012年4月和12月兩度以“银河3号”火箭把「光明星3號」衛星發射到太空。联合国安理会在當月16日曾一致对朝鲜发射卫星行为表示强烈谴责；至2013年初，又通過譴責朝鮮發射衛星、制裁個別朝鮮人士和團體的第2087號決議，中國投票贊成這份決議案。4月16日，中国官方媒体《环球时报》发表社評警告朝鲜，如果他們對中國採取‘绑架’的计谋，就一定會付出代價。中華人民共和國外交部發言人洪磊對此表示遺憾。

### 核武問題階段
2012年11月習近平接任中國共產黨中央委員會總書記，成為最高領導人後，朝鮮在2013年2月12日進行核試驗，遭到中國反對，中國外交部长杨洁篪更向朝鲜驻华大使池在龙當面交涉。中國贊成联合国安全理事会第2094号决议，譴責朝鮮進行核试验，向朝鮮實施有關於外交人員活動、資金流轉和奢侈品入口的制裁。這些舉措都令朝鮮當局動怒。中國官媒中國網在中國國家副主席李源潮訪問朝鮮、紀念朝鮮戰爭結束60週年期間發表評論文章，提到中朝關係不再是血盟，而是正常國家之間的關係。至當年12月，朝鮮處決被外界視為疏通中朝關係的人物，朝鮮國防委員會副委員長張成澤。雖然部分外媒報導稱，從其後中國和朝鮮簽訂貿易協議等事件看來，中朝關係不會有重大變化，不過日本《日經新聞》和《產經新聞》的報導卻指出中朝關係轉趨冷淡，中國更一度停止向朝鮮輸油，停止建設邊境經濟開發區。
有西方分析指出，習近平上台後開始推動周邊外交，不過朝鮮並不是周邊外交對象國之一，令朝鮮有所懷疑，而朝鮮的外交政策也迴避了中國；習近平既把中朝關係降格，也掌握了對朝政策的主導權。新一屆中共中央政治局常委曾經一度沒有對朝鮮進行任何訪問，直至中共中央政治局常委劉雲山在2015年10月為慶祝朝鮮勞動黨建黨70週年而訪問朝鮮，習近平也為此而向金正恩致電，以示慶祝。
2015年12月21日，《Daily NK》发表报道称，朝鲜于取消牡丹峰乐团在中国演出的五天后（16日）召回了驻在中国的大部分贸易公司负责人。22日报道称，金正恩因获得与国家安全保卫部有利益关系的华侨对外泄露情报的报告，下令逮捕100多名华侨，但以上消息皆未有任何證據公開證明。
2016年1月，朝鲜宣布成功完成氢弹实验，中国政府表示坚决反对。3月2日，联合国安理会通过2270号决议，扩大对朝鲜的制裁，中国政府表投了赞成票，并表示会认真全面的执行该决议。4月2日，朝鲜劳动党机关报劳动新闻发表评论员文章，不点名地指责中国：“连爱讲究体面和名分的一些大国也屈服于美国的卑劣强迫和要求，甚至对一文不值的亲美婊子苟同。不惜抛弃用鲜血凝成的共同胜利果实——宝贵的友谊关系，欲以与这个国家或那个国家鬼鬼祟祟地达成的所谓“协议”来压制正义和真理的残酷现实，令朝鲜再次明确看穿世界政治的真虚。”。4月5日，商务部与海关总署联合发布2016年第11号公告，宣布对朝鲜出口的部份矿产品实施禁运。
2017年2月18日，中国商务部和海关总署联合发布第12号公告，宣布为履行联合国制裁决议，中国在2017年全面暂停进口朝鲜煤炭。此举是中国有史以来对朝鲜实施的最严厉制裁。2月23日，朝鲜中央通讯社发布署名为“正笔”的文章《卑鄙的做法，低級的算法》，再次不点名指责中国“肆无忌惮地采取非人道措施全面断绝了涉及改善民生的对外贸易”，并称此举“实际上同敌对势力要搞垮朝鲜制度的阴谋大同小异”，甚至称“一个以大国自居的国家没有政治主见，对美国随波逐流”。4月21日，朝鲜中央通讯社再次发布署名为“正笔”的文章《還好意思隨波逐流？》，不点名指责中国“对美国在朝鲜半岛水域集中空前庞大的战略资产，把局势推向战争边缘三缄其口，而对朝鲜针对性的自卫措施却发表将采取‘必要的措施’、予以‘转向水平的反应’等公开威胁朝鲜的言论。”，並稱“如果他们估错朝鲜的意志，对人家随波逐流，执着于对朝鲜经济制裁，或许会得到朝鲜的敌人的欣赏，但也要对同朝鲜关系的灾难性后果做好思想准备。”
2017年5月3日，朝鲜中央通讯社发布署名为“金哲”的評論員文章《不要再做亂砍朝中關係支柱的危險的言行》，点名指责中国“内部连日传来不谙事理、失去分寸的言论，使日趋尖锐的朝鲜半岛局势更加紧张。”針對《人民日報》與《環球時報》對於朝鮮擁核威脅中國國家利益的指責，該文中表示“中国政治家和媒体人动辄提到的‘侵害国家利益’，反而朝鲜有更多的话要说。由于对方背信弃义的行动，国家战略利益屡遭侵害的不是中国，而是朝鲜。”“中国倒是应当老实承认长达70多年在反美对抗战的第一线艰苦作战，挫败美国的侵略阴谋，为维护中国大陆的和平与安全做出贡献的到底是谁，先向朝鲜表示感谢才合乎道理。”最後，朝方評論員稱：“中国不要再无谓地企图考验朝鲜的忍耐的界限，而应当冷静看待现实并作出正确的战略选择。”“中国要深思，现在乱砍朝中关系支柱的危险妄动可能带来的严重后果。”5月5日，朝中社將《不要再做亂砍朝中關係支柱的危險的言行》全文放出，相比之前的文章多了一些直接指責中國的內容，例如“同拼命企图推翻朝鲜社会主义制度的南朝鲜傀儡建立外交关系，超越经济交流的范围发展政治军事关系，把东北三省乃至全中国变成反朝前哨基地。”“披着宗教徒、企业家外衣的形形色色的傀儡‘国情院’特工和间谍在鸭绿江、豆满江流域的朝中边界一带，几乎每天公然进行针对朝鲜的阴谋、绑架、恐怖等活动。中国应就此承担责任。”“抬高受到世人指责，现已被弹劾赶下台坐牢的朴槿惠这个人间渣滓的身价，带到天安门广场主席台上，当着世人的面作出种种卑鄙丑态。”“眼下越过朝中关系的‘红线’的不是朝鲜，而是中国自己粗暴地蹂躏并肆无忌惮地越过。”“中国为了阻挡美国在南朝鲜部署‘萨德’，对联合国安理会通过非法的对朝‘制裁决议’举手赞成，甚至承受着东北三省的经济损失参与了对朝制裁。忍耐着种种指责，对美国作出让步和雷同，但瞄准中国的匕首——‘萨德’ 却在一夜间闪电式部署，耻笑着‘大智若愚的巨人’。”
2017年5月14日凌晨，朝鮮再次發射彈道導彈。由於當天北京將要舉行第一屆一帶一路國際合作高峰論壇的開幕式，部分媒體猜測朝鮮是故意挑釁跟隨美國參與對朝施壓的中國。
2017年9月3日朝鮮成功試爆了氫彈，翌日中國外交部發言人耿爽在例行記者會上答記者問時說，中國外交部已經向朝鮮駐華大使館負責人提出嚴正交涉。
2017年9月22日，朝鮮中央通訊社與《勞動新聞》發佈署名為“正筆”的評論員文章，點名批評中國《人民日報》與旗下《環球時報》以及人民網、環球網對朝鮮的路線與體制進行嚴重詆毀與威脅，稱“它们作为一介传媒不安分守己，公然指责主权国家的路线，令人觉得怪不得它们因自以为是和思路狭窄而相当失信于国人和国际社会”。另外，文中還批評“中国贴着地板投靠了别人”，稱“一些政治食客只把朝鲜当做一个防盗前院、‘缓冲地带’”“自夸历史悠久的社会主义国家党机关报与帝国主义相勾结，如此恶意诋毁社会主义朝鲜，令人怀疑它们是否需要有点背叛朝中两国人民的这样一个低级的卖文成绩，以便参加即将召开的党的全国代表大会。”最後還對中國進行諷刺：“顾名思义，朝鲜就是朝日鲜明的国家，想要在朝鲜欣赏西山落日，只需往中国那边掉头。”。
2017年11月17日，作为中共中央总书记习近平特使的中共中央对外联络部部长宋涛到访朝鲜，通报中共十九大的“主要精神和历史性贡献”。官方报道没有提到核计划、导弹和制裁等字眼，新华社仅报道宋涛和未具名的劳动党“中央领导人”会面，朝鲜中央电视台仅简要报道宋涛和朝鲜劳动党中央政治局委员李洙墉见面和他会见朝鲜劳动党中央政治局常委崔龙海时向金正恩转赠礼物的消息。韩国《中央日报》19日报道朝鲜最高领导人金正恩疑似不满中国特使的身份降级，未见宋涛，而《日经新闻》分析原因是中国拒绝了朝鲜希望中方放缓对朝制裁力度的请求，消息人士透露“朝鲜向宋涛提出缓和对朝经济制裁的要求，但中方并未答应这一要求”，朝鲜便用未促成宋涛会晤金正恩作为回击。美国《华盛顿自由灯塔》2018年1月2日指取得中共中央在宋涛访问朝鲜两个月前的9月15日发出的秘密文件，显示中方出于政治战略考虑，愿意进一步加大对朝民生和基础建设的援助力度，并进一步对朝提供解放军中短程弹道导弹、子母弹等高端军事科技。中方暂停朝鲜有关银行业务的规定仅限于中央直属的国有银行和部分地方银行，“象征性”实施联合国安理会制裁以保障朝鲜政权正常运作。文件真实性暂未确认，中方也没有作出评论。同时在2017年11月特朗普访华前夕，丹东地区旅行社接到通知，暂停赴朝鲜首都平壤的旅游业务。
2018年1月20日，《华尔街日报》报道美国根据卫星图片和情报官员汇集的情报，声称至少有6艘中国货船违反联合国制裁条例，“偷偷”帮助朝鲜，凭此试图说服联合国安理会的其他成员将10艘涉嫌走私石油和煤炭的船只列入黑名单。之后，日本海上自卫队20日P-3C巡逻机发现一艘受联合国制裁朝鲜籍油轮与多米尼加船舶在中国东海进行接触。

### 关系缓和
2018年3月26日，日本媒体报道一辆可能载有朝鲜高官的列车经丹東、葫芦岛抵达北京，丹東站以及丹東口岸等處一度戒嚴，这名高官可能是朝鲜劳动党委员长金正恩。不过中朝两国在金正恩离开之前并没有对此事进行报道。其後於3月28日，新華社及朝中社確認訪華的高級朝鮮官員為金正恩伉儷，證實於3月25日至28日訪問北京與中共中央總書記習近平舉行會談，金正恩本人亦和中國國務院總理李克強、中共中央政治局常委王滬寧、中國國家副主席王岐山等多位中國領導人會面。此次是金正恩掌權以來的首次出訪，也是首次與另一位國家元首會面。中朝关系在此后开始缓和。
2018年4月22日，一輛載有中國烏有之鄉旗下組織星火旅行社旅遊團遊客的大巴發生墜橋嚴重事故，32名中國旅客和4名當地居民死亡。事發后，金正恩前往中國駐平壤大使館表示哀悼，又親自赴醫院探望傷者。4月26日，遇難者尸體和傷者回國，金正恩親自到車站送行時，檢視了運載遺體的車廂
2018年5月3日，中國國務委員兼外交部長王毅抵達平壤，展開為期2天的訪問。他在會見朝鮮外務省外務相李勇浩時提出5個「全力支持」，並提及推進雙邊經貿務實合作。5月7日至8日，习近平同金正恩在大连举行会晤，中方人員有王沪宁、丁薛祥、杨洁篪、王毅等，朝方人員有李洙墉、金英哲、李勇浩、金与正等参加有关活动。
2018年6月19日至20日，金正恩在2018年美朝首脑会晤后第三度访华，其夫人李雪主亦有陪同。儘管金正恩三次訪問中國，但身為最高領導人的中共中央總書記習近平並沒有親身出席9月9日朝鮮國慶日70週年的活動，而是派遣排名在習李之後的中共中央政治局常委、全国人大常委会委员长栗戰書前往。
2018年12月4日，中国外交部宣布朝鲜外务相李勇浩将于12月6日至8日对中国进行访问。
2019年1月8日，中共中央对外联络部證實，金正恩于1月7日至10日应习近平邀请对中国进行访问。当天金正恩在北京過生日，據指金正恩夫人李雪主及多位北韓高官隨行。
2019年6月20日，习近平、金正恩在平壤举行会谈，成为14年来首位到访朝鲜的中国最高领导人。
2023年7月26日，中共中央政治局委员、全国人大常委会副委员长李鸿忠率团访问朝鲜并出席朝鲜战争停战70周年纪念活动，李鸿忠也成为新冠疫情爆发以来朝鲜接待的首批外宾。之后在9月8日，中共中央政治局委员、国务院副总理刘国中率团访问朝鲜并出席朝鲜国庆75周年活动。
2024年1月1日，兩國最高領導人将2024年确定为“中朝友好年”并启动系列活动。同年4月11日至13日，中共中央政治局常委、中国全国人大常委会委员长赵乐际率团访问，并出席“中朝友好年”开幕式活动。赵乐际是新冠疫情爆发以来，第一位直接参与中朝高层交往的中共中央政治局常委。然而，此后两国并没有举行庆祝活动，甚至没有举行闭幕式，气氛明显低于以往。
2024年6月，朝鲜与俄罗斯签署协议建立“全面战略伙伴关系”，签订共同防御条款，双边关系提升到“盟友”级别。据BBC、《华尔街日报》等指出，有迹象表明习近平对朝俄之间迅速发展的联盟关系感到不满，认为这会使美国进一步加剧在东北亚的军事存在，进而形成所谓的“东亚北约”。不过，韩国世宗研究所（Sejong Institute）朝鲜问题研究员瓦尔德（Peter Ward）认为，俄罗斯迫于中国的压力，可能会在对朝鲜分享洲际导弹等先进技术上持谨慎态度。
2024年8月，日本共同社报道，朝鲜罕见对中国表达不满，透过国际电信联盟（ITU）发出电邮，反对中国在其东北边境与朝鲜接壤的丹东市一带设立电信设施。

## 邊界
中朝陸上邊界是按照1962年《中朝邊界條約》劃定。該條約中，中方向朝方做出讓步，將長白山（白頭山）附近約1200平方公里的土地讓給朝方，導致原位於中國境內的長白山天池（白頭山天池）成為界湖，湖面54.5%歸屬朝方，45.5%留在中國境內。在文化大革命中，時任延邊朝鮮族自治州州長的朱德海因此事被當成「賣國賊」，招來群眾批鬥。
中國目前並未與朝鮮劃定海上邊界，這樣的情況也引起漁業爭端。2012年5月8日，三艘中国渔船及29名中国船员被朝鲜方面扣押，渔船船主被要求缴纳赎金。據肇事船主的講述，事件就是因為朝鮮軍艦越過邊界而發生的，而朝鮮當局則聲稱事件是因為中國漁船越界捕撈而發生的。
2017年朝韩局势升温后，中方加紧在中朝边界部署监控摄像头、辐射探测器和安全部队，为可能发生的危机做万全准备。2019新型冠狀病毒疫情爆发后，朝鲜关闭了中国边境，禁止外国游客进入，但货物往来依旧继续，有大量粮食与化肥在疫情期间从中国进口。
2022年1月17日，據中華人民共和國外交部發言人趙立堅確認，延宕兩年的中朝貨運列車正式恢復運行。据韓聯社報道，衛星圖像顯示，當天一輛16節車廂的貨運車廂從中國遼寧省丹東邊境經鴨綠江抵達義州機場卸貨，疑似是第一輛自中國抵達的貨車。然而到了同年4月29日，由于臨近的遼寧省疫情升溫，列車再度停運。9月26日，中華人民共和國外交部發言人汪文斌表示中朝將重启丹东—新义州口岸铁路货运。

## 經貿往來

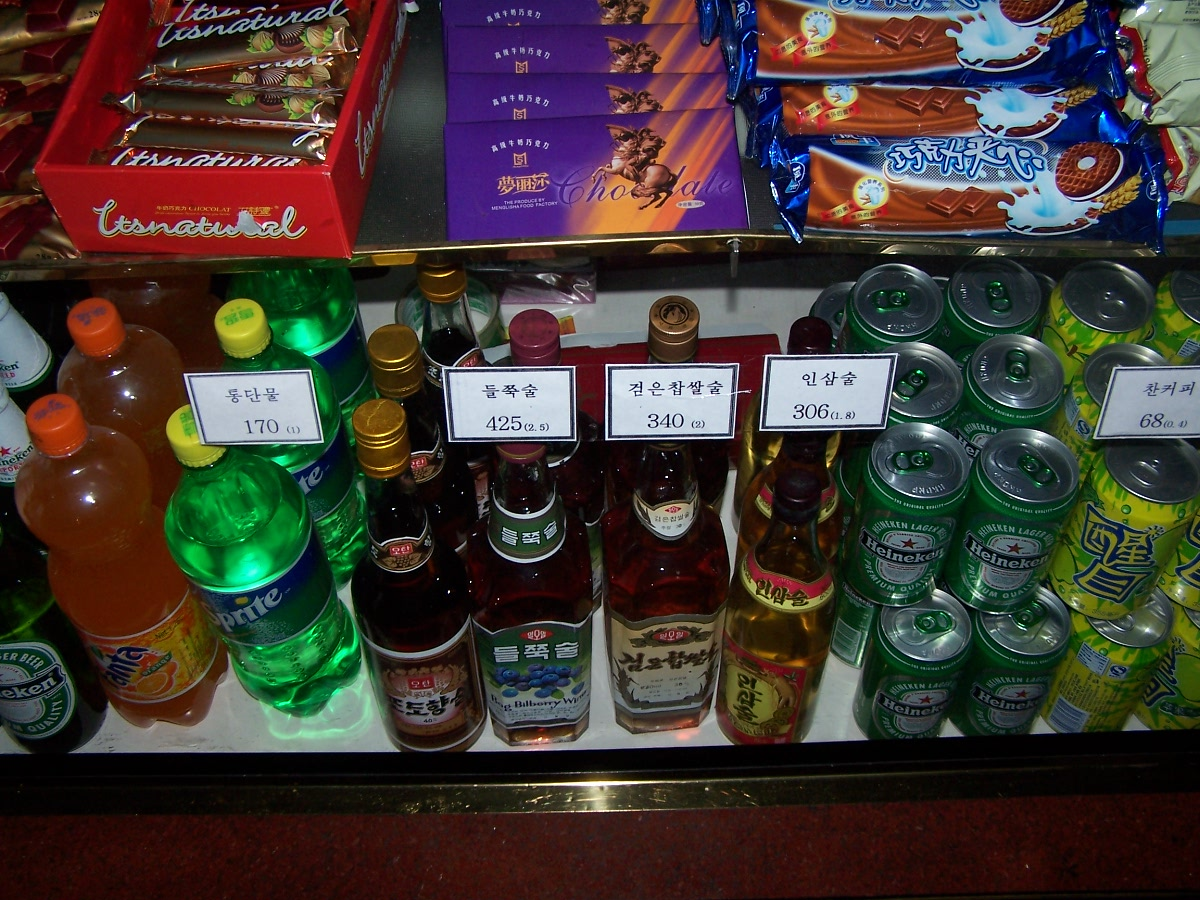
朝鮮外匯商店的中国食品

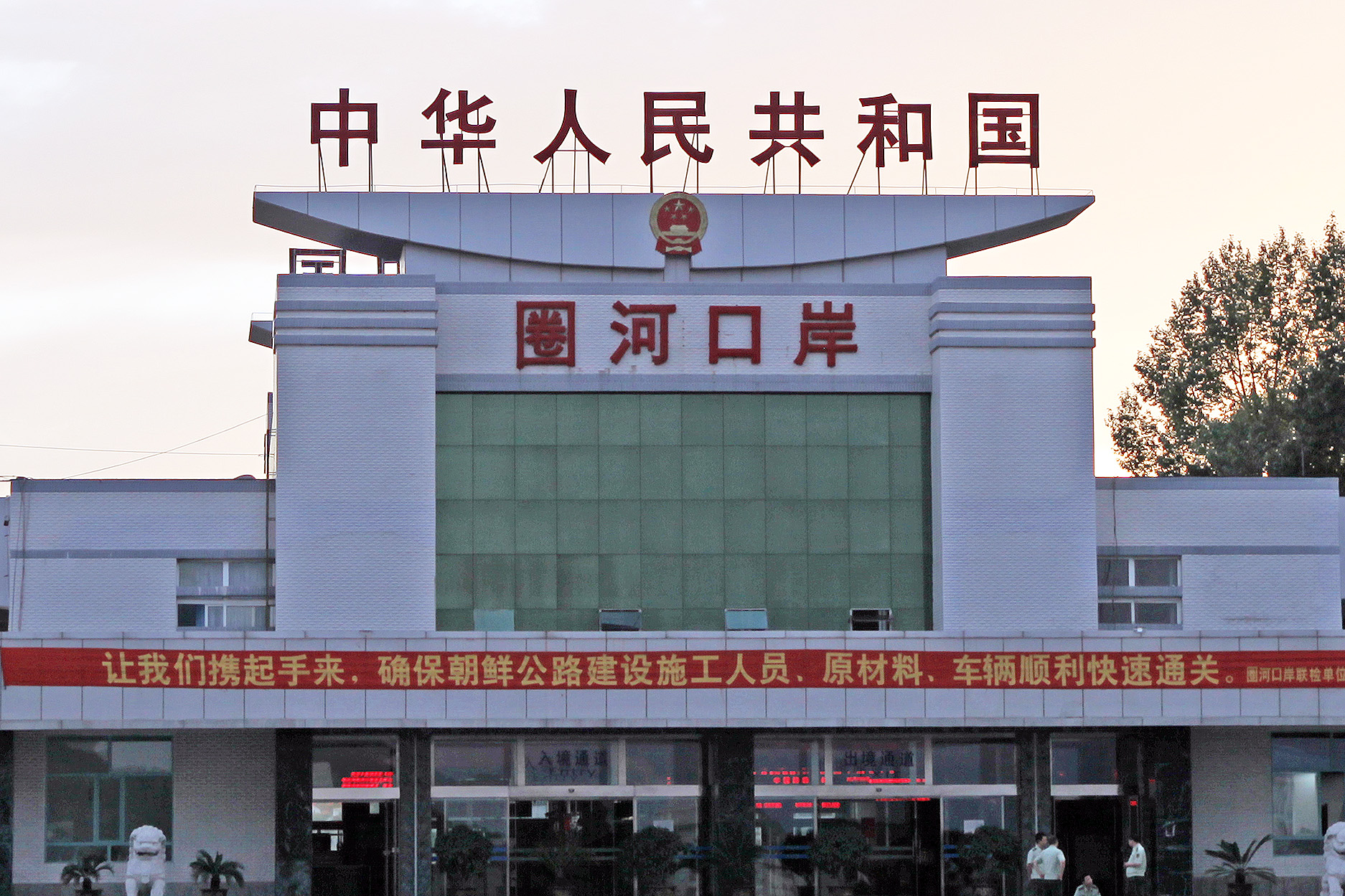
2011年圈河口岸懸掛的支持朝鮮公路建设標語

### 贸易
中國是朝鮮一個重要的貿易夥伴。中朝兩國在1949年建交後的一年（1950年）就展開了雙邊貿易，兩國之間的雙邊貿易早期是以兩國政府記賬的形式進行。在這種貿易方式於1992年廢除後，中朝貿易在1993年一度達到了8.99億美元的新高位，然而由於朝鮮之後發生了經濟上的困難，中朝貿易額于其後數年曾下滑到1999年的3.7億美元。朝鮮的經濟之后得以恢復，中朝兩國間的貿易額又再回升至2009年的26.81億美元。2014年2月，韓聯社引述韓國貿易協會發表的報告，表示2013年中國和朝鮮的貿易總額達65億美元，比2012年同期增長10.4%；當年兩國貿易總額創歷史新高。另外，朝鮮在貿易方面對中國的依存度由1999年的25%升至2011年的70%。
中國向朝鮮出口的貨品有原油、機電用品和日用品，而朝鮮則向中國出口鋼鐵、木材和礦產。

### 投资
中國對朝鮮的投資項目有：食品、輕工業、電子工業、醫療業、化工、採礦業等。

### 制裁
2016年1月朝鲜核试验后，联合国安理会通过第2270号决议决定对朝制裁，中方也参与执行。受此影响，朝鲜对华出口矿产受阻，并且尝试以走私手段通过中朝边境口岸获得所需的物资和外汇。8月恢复铁矿出口贸易。
2016年9月，朝鲜進行另一次核试验。中美就起草一份懲罰平壤的安理會新決議進行談判，最終兩國就聯合國對朝鮮實施新制裁達成一致共識，相關的第2321號決議也在11月30日獲聯合國安理會通過。新制裁主要針對朝鮮出口到中國的煤炭。煤炭是朝鮮最大的單一出口物資，而中國是目前朝鮮煤炭的唯一進口國。在2016年頭十個月中，中國從朝鮮進口煤炭1860萬噸，比前一年同期增加了13%。而新決議將規定朝鮮的煤炭出口每年不得超過4.009億美元或750萬噸，削減了朝鮮煤炭出口大約60％。2017年2月朝鮮測試「北極星-2」型彈道導彈後，中國更自2月19日起暫停從朝鮮的所有煤炭進口，直至年底。

## 援助
中國自1994年起開始為朝鮮提供援助，幫助朝鮮應對重大自然災害。

## 司法

### 非法活动
根據多家媒體報導，朝鮮從2013年開始，由官方主導大規模偽造人民幣並投放中國民間，類似於「超級美鈔」。這些假幣仿真程度較高，用肉眼無法識別，甚至一般商業用驗鈔機也無法驗出。其目的主要可能為賺取外匯以及造成中國國內的通貨膨脹。另外，朝鮮官方還主導進行毒品貿易，其國內每個集體農莊以及勞改營都會撥出一部分農田種植罌粟，而中國東北，特別是延邊朝鮮族自治州已經變成朝鮮毒品的國際中轉站，是毒品走私貿易的重災區。走私進入中國境內的毒品大部分為冰毒，亦有部分海洛因。

## 交通

### 航空

#### 客運
南航仅在旺季提供往返北京与平壤之间的定期包机航班，直到2006年10月。2008年3月，国航开始以波音737执飞北京至平壤航线，每周三班，2017年11月22日因客流低迷而一度停航。
兩國之間有直航航線，來往朝鲜之客運航線如下：
1. 北京首都國際機場 → 平壤顺安國際機場（由高丽航空經營）。
2. 沈阳桃仙國際機場 → 平壤顺安國際機場（由高丽航空經營）。

- 上述目的地國際機場為鄰近該國首都或該國最主要樞紐機場，若要前往該國國內線機場詳見朝鲜機場。
- 航線會因航空公司營運狀況更改或取消，出發前應與負責該航線的航空公司確認航線及航班，以免影響權益。

### 铁路

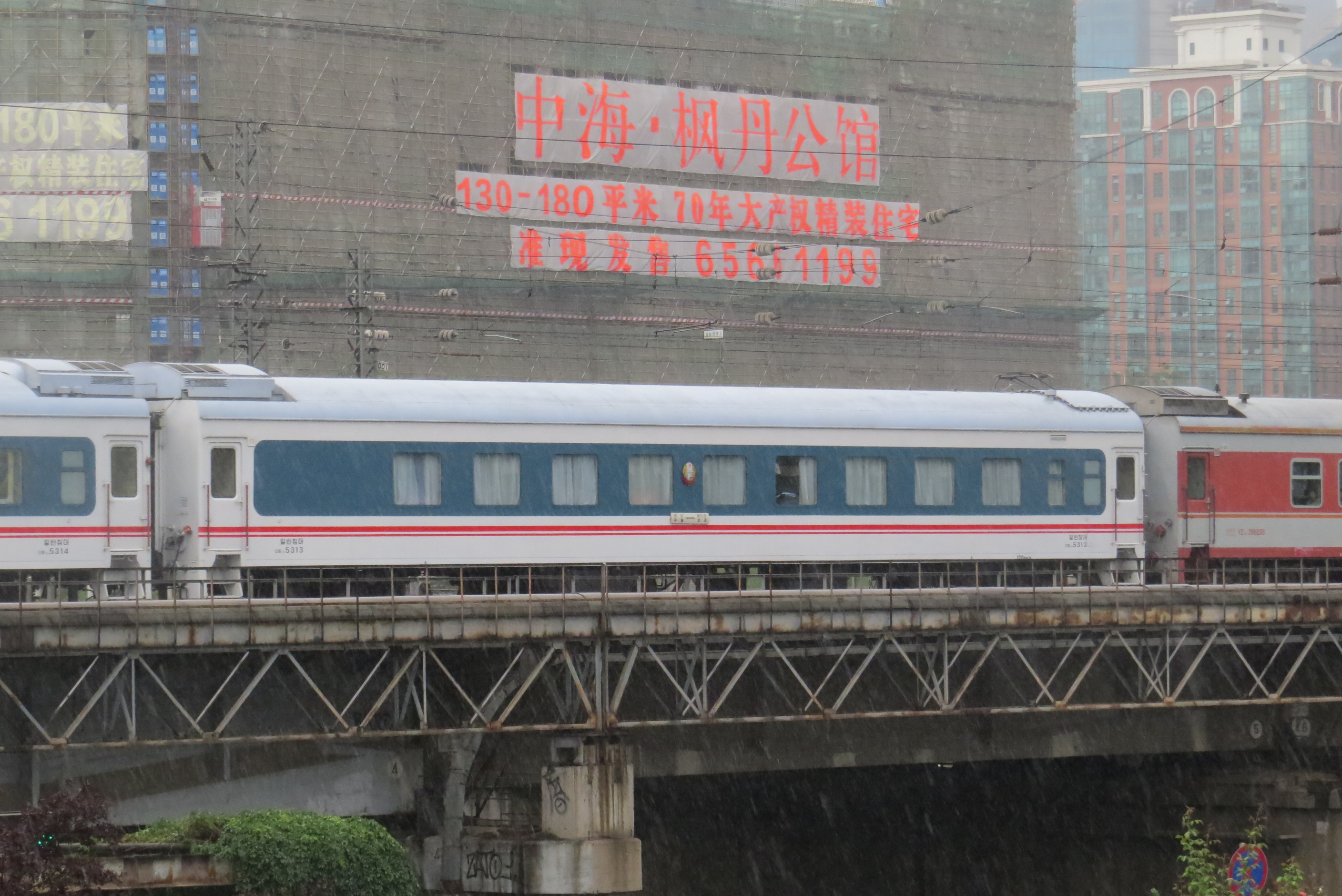
朝鲜担当的中朝国际列车上的다침30型车厢；这些车厢以中国铁路25G型客车为基础，为中国制造。

中国铁路通往朝鲜的主要铁路通道是通过中朝友谊桥从辽宁丹东到朝鲜新义州。旅客列车由中国铁路运送到丹东，在此地，中国国内车厢被解开，朝鲜车厢和机车被连接起来。与中国还有其他几个活跃的边境口岸，包括满浦站和南阳站。
每周有四趟从北京到平壤的K27/28次列车，还有每周一趟从集安开往满浦的7263/8271次列车。

### 船运
两国间有货物运输航线，但无水路客运航线。

### 公路
丹东口岸是中国最大的对朝公路口岸，承担了中朝间80%的公路运输量，是中朝贸易和人员往来的重要通道。，除此之外，还有集安口岸、临江口岸、长白口岸、雙目峰口岸、古城里口岸、南坪口岸、三合口岸、开山屯口岸、图们口岸、沙坨子口岸、圈河口岸等。
中朝友谊桥由日本殖民政府在1937年修建，1943年5月竣工。1950年11月到1951年2月期間，為了切斷中國大陸輸往朝鮮半島北部的物資援助，美軍使用B-29轟炸機及F-80战斗机機頻繁轟炸新、旧兩座橋，而它们也不斷地被修復。戰爭結束後，只修復新橋並繼續使用，舊橋被遺棄，名「鸭绿江断桥」。两座桥现今均为丹東的觀光熱點，可遠望朝鲜新義州。
2010年中朝计划修建新鸭绿江大桥，中国承担了全部22亿投资，但由于朝方原因，至今仍未通车。

## 签订外交文件
- 《中朝經濟文化合作協定》，於1953年11月23日簽訂、同年12月9日生效。
- 《中朝友好合作互助條約》，于1961年7月11日签订。
- 《中朝边界条约》，于1962年10月签订。
- 《中朝領事條約》，於1985年11月26日簽訂、1986年7月3日生效。[6]

## 外部連結
- 中華人民共和國駐朝鮮民主主義人民共和國大使館官方網站（简体中文）
  - 中华人民共和国驻朝鲜民主主义人民共和国大使馆经济商务处官方网站（简体中文）